# Tubax
Il tubax è un tipo di sassofono grave progettato e realizzato da Benedikt Eppelsheim a Monaco di Baviera (Germania). Il nome deriva da tuba e sax, intendendo con questo un sassofono di registro particolarmente grave.

## Modelli
Viene prodotto in Mi♭ (un'ottava sotto il sax baritono, corrisponde al sax contrabbasso) ed in Si♭ grave (un'ottava sotto il sax basso, corrisponde al sax subcontrabbasso progettato da Adolphe Sax ma mai realizzato). Esistono anche esemplari realizzati su misura in Do. Si suonano con il bocchino e le ance del sax baritono o del sax basso.

## Caratteristiche tecniche
Il tubax non ha la caratteristica forma a pipa dei sassofoni ed il suo canneggio ha una minore conicità. Questo ha aperto una discussione sul fatto che si possa o meno definire sassofono, ma il successo incontrato dallo strumento (ne esistono una quarantina di esemplari contro i due soli sax contrabbassi) rende sterile quella discussione. Il canneggio ridotto (senza arrivare alle proporzioni del sarrusofono) permette di ridurre considerevolmente l'ingombro dello strumento, che è molto più leggero, maneggevole e facile da suonare del sassofono contrabbasso ed anche del sassofono basso.
La diteggiatura è identica a quella di qualsiasi sassofono, salvo alcune soluzioni particolari (ad esempio il quarto – o quinto – foro portavoce). Il timbro, pur presentando una particolare flessibilità, è assolutamente sovrapponibile a quello dei sassofoni più piccoli.
Rispetto al sassofono tradizionale, il tubax ha un canneggio con minore conicità ripiegato quattro volte su sé stesso. 
La progettazione accurata ed i tre fori portavoce automatici permettono un'esatta intonazione su tutta l'estensione.
La meccanica è completamente nuova, ricca di soluzioni originali ed ergonomiche. Permette di suonare con tutte le diteggiature normali e di ripiego di un qualsiasi sassofono moderno. L'estensione scritta va dal Si♭ sotto al rigo in chiave di violino fino al Fa♯ con tre tagli sopra al rigo. Esistono esemplari con un apposito prolungamento per il La grave (da applicare alla campana), oltre che con chiavi e fori portavoce supplementari per il Sol sovracuto ed oltre.
I fori portavoce supplementari permettono una facile e precisa emissione nel registro sovracuto (un'ottava e oltre).

## Caratteristiche acustiche
Dal punto di vista acustico, lo strumento ha la profondità e la ricchezza di suono di un sassofono basso/contrabbasso, ma grazie alle chiavi di proporzioni ridotte, ben progettate e realizzate, conserva l'agilità di un qualsiasi sax. Il canneggio di proporzioni intermedie tra un controfagotto ed un sax permette di suonare con la delicatezza del primo e la potenza del secondo, a seconda della tecnica di emissione e del bocchino utilizzato.